# Колон (цвинтар)
Цвинтар Колон (цвинтар імені Христофора Колумба (ісп. Cementerio de Cristóbal Colón) — некрополь Гавани, є одним з 20 цвинтарів міста. Об'єкт культурної спадщини Куби. На цвинтарі поховані відомі політики, революціонери, спортсмени, художники, письменники, актори. Названий цвинтар на честь Христофора Колумба, скорочено ж називають Колон. 
Некрополь знаходиться у історичному районі міста Гавани Ведадо, який входить в муніципалітет Пласа-де-ла-Революсьон.
Цвинтар Колон є одним з найбільших історичних некрополів світу, та найвеличнішим в Латинській Америці з історичної та архітектурної точки зору.

## Історія

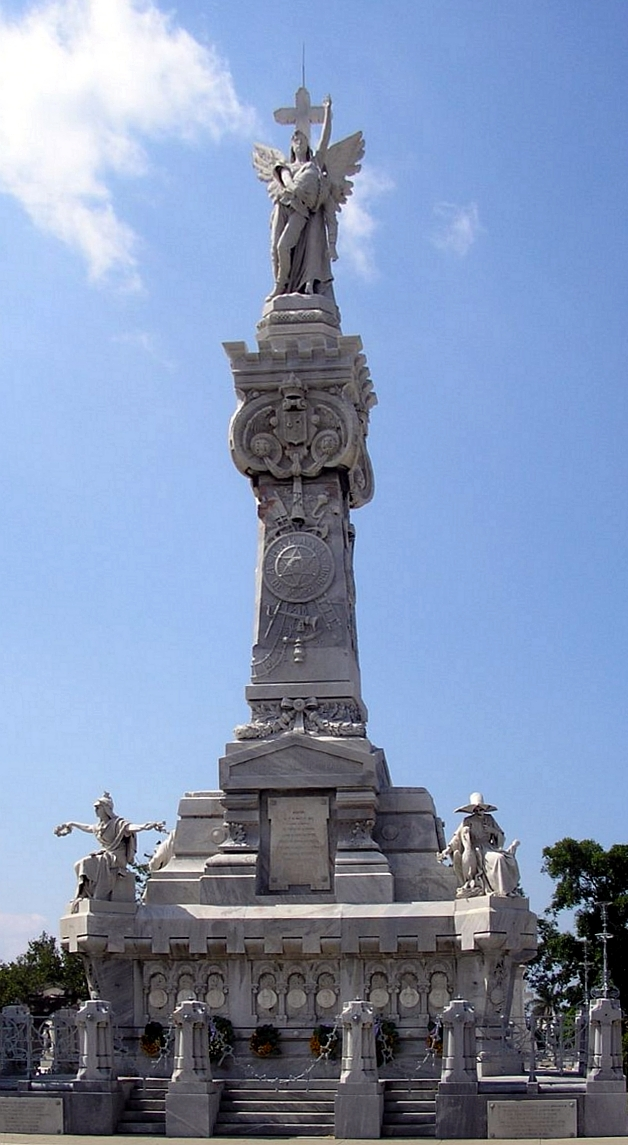
23-метровий меморіал пожежним

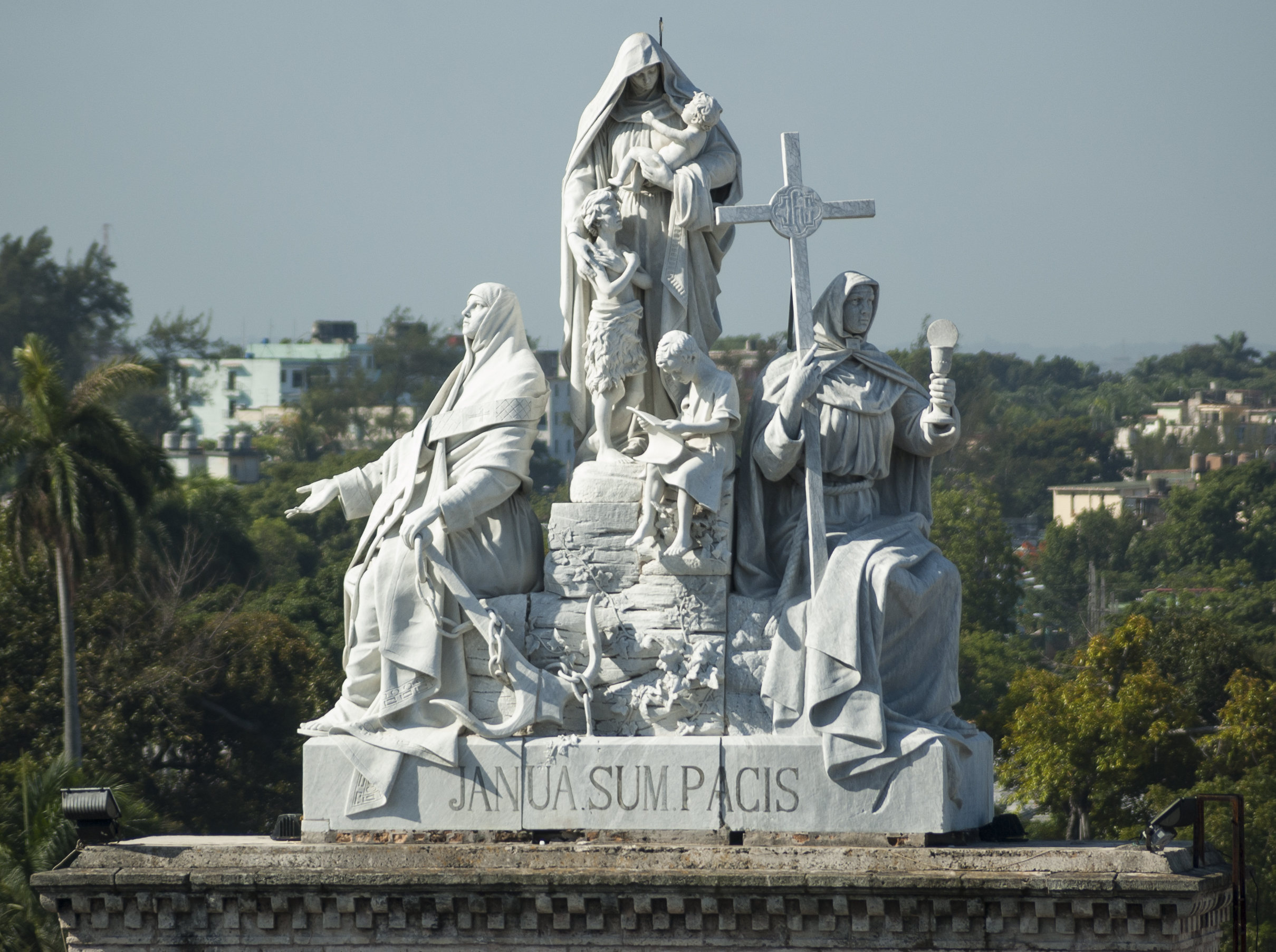
скульптурна група «Віра, Надія та Милосердя», на головній брамі

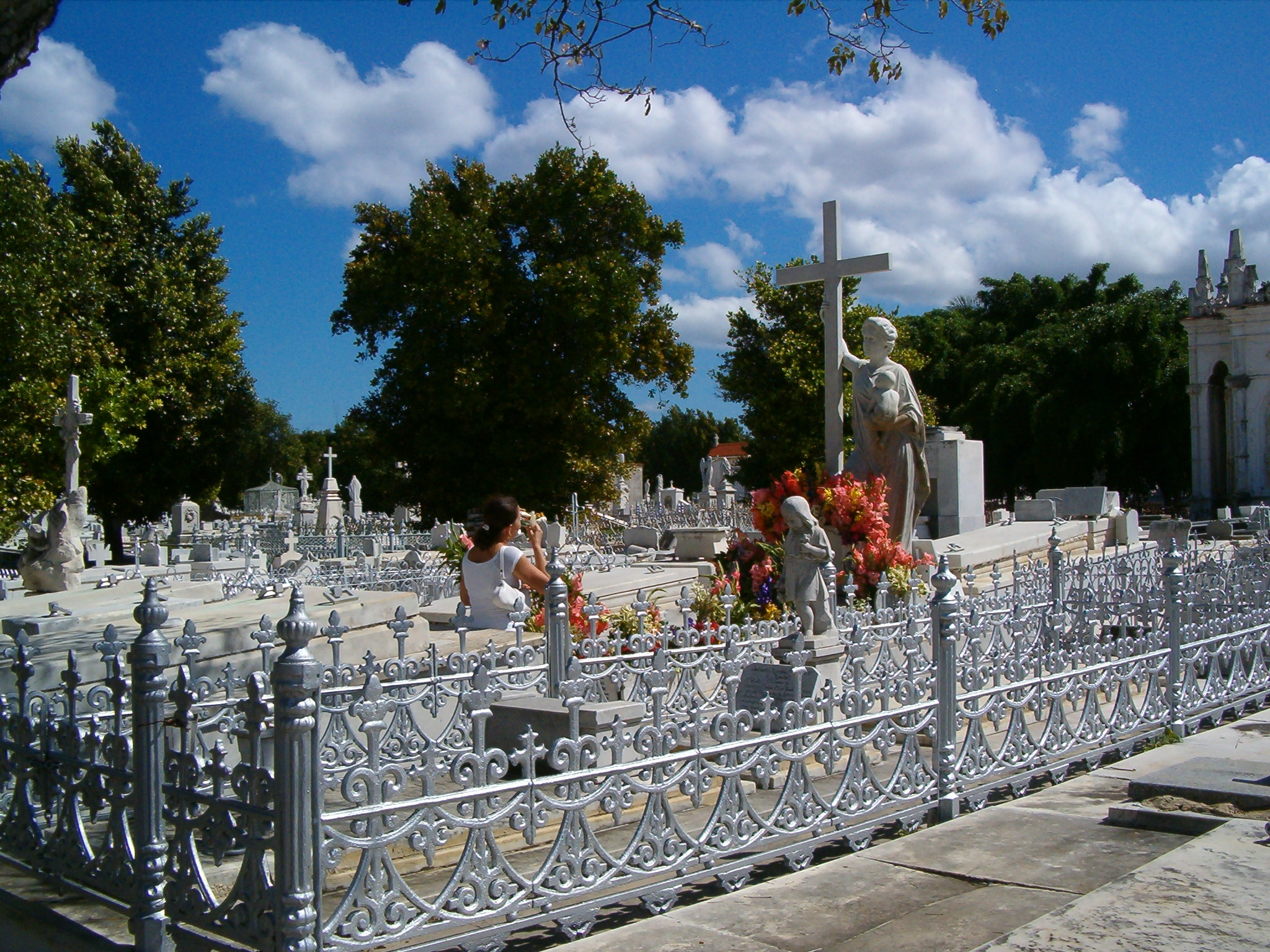
«Ла Мілаґроса»

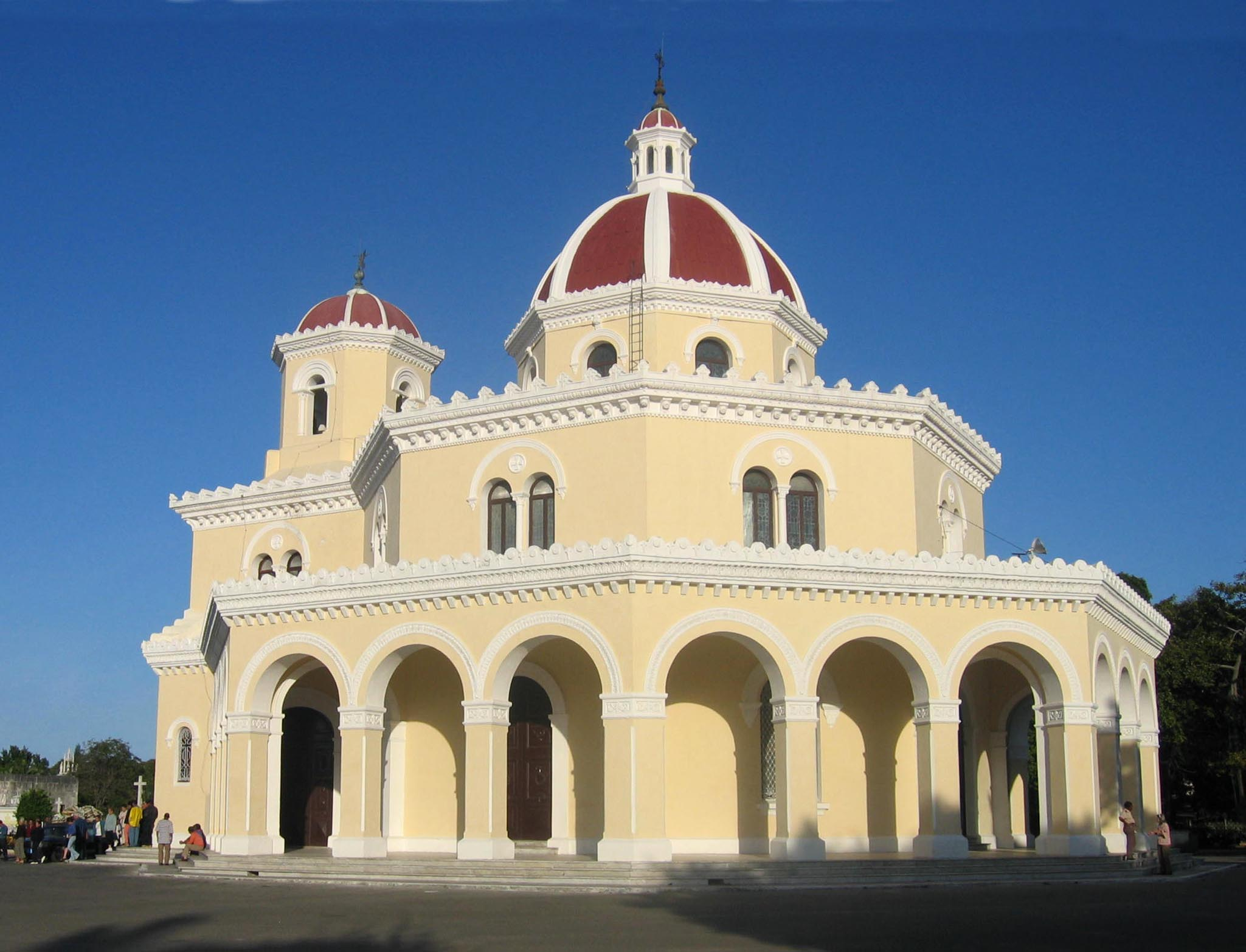
Каплиця цвинтаря

Ініціатором створення цвинтаря був Губернатору Куби Маркес де ла Песуела, оскільки основний на той час цвинтар Гавани Еспада був майже заповнений. 
Цвинтар був спроектований галісійським архітектором Калісто Арел Кардосо, який виграв конкурс Губернатора. Створення цвинтаря було санкціоновано Королівським указом від 28 липня 1866 року. Для придбання землі під цвинтар було видівлено 40 867 песо. Будівництво розпочалось 1871 році, повністю завершене було через п'ятнадцять років 2 липня 1886 року, хоча поховання почались ще у 1872 році. 
Одним з перших, хто був похований на цвинтарі, став його архітектор — Калісто-де-Лойрі (29 вересня 1872).

## Архітектура
Цвинтар побудований у вигляді прямокутника, обнесеного стіною та розбитого на квартали: тут чітко прокладені вулиці, тротуари та навіть площі, що легко дозволяє орієнтуватися. Головний вхід на цвинтар знаходиться з вулиці Сапата, через красиву трипролітну арку «Брама Спокою» (ісп. la Puerta de la Paz) зі скульптурною алегоричною групою Віри, Надії та Милосердя, що зроблена з каррарського мармуру. За цією аркою з правого боку знаходиться невеликий адміністративний будиночок бюро інформації, де можна купити квитки та план цвинтаря.
На центральній вулиці цвинтаря, поруч з каплицею, знаходиться невелика площа імені Христофора Колумба, сюди планувалося перенести останки відомого мореплавця, коли вони зберігалися в Кафедральному соборі Гавани. 
Цвинтар Колон відомий своїми скульптурними надгробками та пам'ятниками, яких налічується понад 500, в тому числі 23-метровий меморіал пожежним, які загинули під час гасіння великої пожежі 17 травня 1890 року, два пам'ятника в пам'ять бейсболістів — гравців Кубинської ліги, зведені в 1942 та 1951 роках.
З лютого 1898 по грудень 1899 на цвинтарі знаходилися останки американських військових моряків, загиблих під час вибуху крейсера «USS Maine (ACR-1)», що привів до початку Іспано-американської війни. Потім вони були перепоховані на Арлінгтонському національному цвинтарі.
В даний час на цвинтарі є більше ніж 800 тис. поховань та більше ніж 1 млн. похованих.

## Легенди цвинтаря
Особливою популярністю користується могила Амелії Гойра-де-ла-Ос, яка померла 1901 року у віці 24 років. За легендою вона довго чекала одруження з коханою людиною, але в перший же рік шлюбу померла при пологах разом з дитиною. За звичаєм, її поховали з немовлям, а невтішний чоловік щодня ходив на могилу, ніколи не повертаючись до неї спиною. Легенда свідчить, що через кілька років могилу розкрили і виявили нетлінне тіло дитини в обіймах матері. Після цього «дива» Амелія стала символом материнської любові, покровителькою вагітних жінок та новонароджених. Прозвали її «Ла Мілаґроса» (ісп. La Milagrosa) — «чудотвориці». Вагітні приходять до неї, просячи благословення (постукати бронзовим кільцем по надгробку, а після обійти могилу проти годинникової стрілки), і йдуть, не повертаючись спиною до гробівця. На її могилі встановлено чудова скульптура жінки з хлопчиком на руках, автором якої став Хосе Вівальта Сааведра.

## Поховання
- Хосе Рауль Капабланка (1888 — 1942) — видатний кубинський шахіст. Чемпіон світу з шахів від 1921 до 1927 року.
- Алехо Карпентьєр (1904 — 1980) — кубинський письменник, журналіст, музикант та музикознавець.
- Ніколас Гільєн (1902 — 1989) — кубинський поет.
- Карлос Хуан Фінлей (1833 — 1915) — кубинський лікар та фізіолог, дослідник тропічних хвороб.
- Теофіло Стівенсон (1952 —— 2012) — кубинський боксер, триразовий олімпійський чемпіон з боксу та триразовий чемпіон світу.